# 宏伟乡 (陇西县)
宏伟乡，是中华人民共和国甘肃省定西市陇西县下辖的一个乡镇级行政单位。

## 行政区划
宏伟乡下辖以下地区：
后岔村、文家集村、金山村、井儿村、山头渠村、左家渠村、景坪村、齐家渠村和贾家洼村。